# امرأة سفر الرؤيا

مريم العذراء، بوصفها امرأة سفر الرؤيا.

امرأة سفر الرؤيا، ذكرت في الفصل الثاني عشر من كتاب رؤيا يوحنا، وتنطبق أوصافها على مريم العذراء والابن الذي ولدته يسوع، في حين يمثل الشيطان هيرودس. الرموز نفسها تنطبق بتفسيرات أخرى على الكنيسة أو بني إسرائيل باختلاف المفسرين. تذكر المرأة ضمن سياق الحديث عن الصراع بين قوى الخير وقوى الشر ممثلة بالشيطان، وفي التفسير فذلك يشير إلى فشل قوى الشر في القضاء على المسيح ورسالته.
يذكر النص، أنّ للمرأة «تاج من اثني عشر نجمًا» تمثل الكمال، أو أسباط بني إسرائيل، واعتمد عليه في تتويج مريم «سلطانة على السماوات والأرض»، في حين يشير قرنها بالشمس والقمر إلى مكانتها العالية عند الله. يختم النص، بكونها محفوظة في أمان مدة حكم الشر للأرض، ففي رموز الأرقام الكتابية، ثلاث سنوات ونصف تشكل نصف عدد الكمال وبالتالي تشير إلى الفوضى، وهي الحقبة التي يوجد فيها الشر على الأرض (13: 5).
يدعم النص، عقيدة انتقال العذراء من جهة، وعصمتها من جهة ثانية، ويشير أيضًا بشكل واضح، إلى مكانة يسوع المسيانية بوصفه «سيسود على الأمم كلها».